# 더 크라운
《더 크라운》(영어: The Crown)은 넷플릭스에서 2016년 11월부터 방영 중인 전기 드라마이다. 피터 모건이 제작과 각본을 맡았다. 영국의 여왕 엘리자베스 2세의 생애를 다룬다. 시간적 배경은 1947년 여왕이 결혼할 때부터 현재이다. 여섯 시즌에 걸쳐 60여 편의 에피소드가 제작될 예정이다. 2016년 11월 4일 첫 방영되었다.
시즌 1에서는 1955년까지의 사건을 다뤘으며, 클레어 포이가 여왕을 연기했다. 제21회 새틀라이트상, 제74회 골든 글로브상, 제73회 프라임타임 에미상 시상식에서 텔레비전 드라마 시리즈 작품상을 수상했다.

## 출연 배우

### 주역
- 클레어 포이 (시즌 1~2) / 올리비아 콜먼 (시즌 3-4) - 엘리자베스 공주 / 후일의 엘리자베스 2세
- 맷 스미스 (시즌 1~2) / 토비어스 멘지스 (시즌 3-4) - 에든버러 공작 필립
- 버네사 커비 (시즌 1~2) / 헬레나 보넘 카터 (시즌 3-4) - 마거릿 공주
- 아일린 앳킨스 - 메리 왕비
- 빅토리아 해밀턴 (시즌 1~2) / 매리언 베일리 (시즌 3-4) - 엘리자베스 왕비 / 엘리자베스 왕대비
- 앨릭스 제닝스 (시즌 1~2) / 데릭 재커비 (시즌 3) - 윈저 공작 에드워드 / 전 에드워드 8세
- 리아 윌리엄스 (시즌 1~2) / 제럴딘 채플린 (시즌 3-4) - 윈저 공작부인 월리스 심프슨
- 제러미 노섬 - 앤서니 이든 총리
- 벤 마일스 - 피터 타운젠드 대령
- 그레그 와이즈 (시즌 1~2) / 찰스 댄스 (시즌 3-4) - 제1대 버마의 마운트배튼 백작 루이 마운트배튼
- 재러드 해리스 - 조지 6세
- 스티븐 딜레인 - 그레이엄 서덜랜드
- 존 리스고 - 윈스턴 처칠 총리
- 앤턴 레서 - 해럴드 맥밀런 총리
- 매슈 구드 (시즌 1~2) / 벤 대니얼스 (시즌 3) - 스노든 백작 안토니 암스트롱존스
- 제마 웰런 - 패트리샤 캠벨
- 존 헤퍼넌 - 알트린샴 경
- 폴 스팍스 - 빌리 그레이엄
- 마이클 C. 홀 - 존 F. 케네디 미국 대통령
- 조디 밸푸어 - 재클린 케네디 미국 영부인
- 부르가르트 크라우스너 - 커트 한

### 조역
- 해리 해든페이턴 - 마틴 채터리스
- 앤디 샌더슨, 마이클 토머스 - 글로스터 공작 헨리
- 마이클 컬킨 - 래브 버틀러
- 니컬러스 로 - 족 콜빌
- 해리엇 월터 - 클레멘타인 처칠
- 핍 토런스 - 토미 러셀스
- 사이먼 챈들러 - 클레멘트 애틀리
- 클라이브 프랜시스 - 솔즈베리 경
- 패트릭 라이카트 - 노퍽 공작
- 니컬러스 존스 - 모런 경
- 폴 셰리던 - 이든 측근
- 데이비드 실즈 - 콜린 테넌트
- 케이트 필립스 - 버네샤 스콧

## 에피소드 목록

### 시즌 1
시즌 1의 모든 에피소드는 2016년 11월 4일에 공개되었다.
| 회차 | 제목                                   | 감독          | 각본      | 분량 |
| ---- | -------------------------------------- | ------------- | --------- | ---- |
| 1    | "울퍼튼 스플래시" "Wolferton Splash"   | 스티븐 돌드리 | 피터 모건 | 56분 |
| 2    | "왕의 서거" "Hyde Park Corner"         | 스티븐 돌드리 | 피터 모건 | 61분 |
| 3    | "윈저" "Windsor"                       | 필립 마틴     | 피터 모건 | 59분 |
| 4    | "신의 선택" "Act of God"               | 줄리언 재럴드 | 피터 모건 | 58분 |
| 5    | "변화의 시작" "Smoke and Mirrors"      | 필립 마틴     | 피터 모건 | 55분 |
| 6    | "시한 폭탄" "Gelignite"                | 줄리언 재럴드 | 피터 모건 | 58분 |
| 7    | "아는 것이 힘" "Scientia Potentia Est" | 벤저민 캐런   | 피터 모건 | 58분 |
| 8    | "긍지와 기쁨" "Pride & Joy"            | 필립 마틴     | 피터 모건 | 58분 |
| 9    | "아픈 진실" "Assassins"                | 벤저민 캐런   | 피터 모건 | 60분 |
| 10   | "글로리아나" "Gloriana"                | 필립 마틴     | 피터 모건 | 55분 |

### 시즌 2
시즌 2의 모든 에피소드는 2017년 12월 8일에 공개되었다.
| 회차 | 제목                                       | 감독          | 각본                     | 분량 |
| ---- | ------------------------------------------ | ------------- | ------------------------ | ---- |
| 1    | "불운한 선택" "Misadventure"               | 필립 마틴     | 피터 모건                | 56분 |
| 2    | "선상의 남자들" "A Company of Men"         | 필립 마틴     | 피터 모건                | 54분 |
| 3    | "리스본" "Lisbon"                          | 필립 마틴     | 피터 모건                | 56분 |
| 4    | "베릴" "Beryl"                             | 벤저민 캐런   | 에이미 젱킨스, 피터 모건 | 61분 |
| 5    | "마리오네트" "Marionettes"                 | 필리파 로소프 | 피터 모건                | 61분 |
| 6    | "왕실의 비밀" "Vergangenheit"              | 필리파 로소프 | 피터 모건                | 61분 |
| 7    | "왕가의 결혼식" "Matrimonium"              | 벤저민 캐런   | 피터 모건                | 60분 |
| 8    | "친애하는 케네디 여사" "Dear Mrs. Kennedy" | 스티븐 돌드리 | 피터 모건                | 57분 |
| 9    | "왕자의 아버지" "Paterfamilias"            | 스티븐 돌드리 | 톰 에지, 피터 모건       | 60분 |
| 10   | "수수께끼의 남자" "Mystery Man"            | 벤저민 캐런   | 피터 모건                | 59분 |

### 시즌 3
시즌 3의 모든 에피소드는 2019년 11월 17일에 공개되었다.
| 회차 | 제목                                  | 감독              | 각본                       | 분량 |
| ---- | ------------------------------------- | ----------------- | -------------------------- | ---- |
| 1    | "올딩" "Olding"                       | 벤저민 캐런       | 피터 모건                  | 47분 |
| 2    | "마거릿톨로지스트" "Margaretology"    | 벤저민 캐런       | 피터 모건                  | 47분 |
| 3    | "애버밴" "Aberfan"                    | 벤저민 캐런       | 피터 모건                  | 55분 |
| 4    | "버비킨스" "Bubbikins"                | 벤저민 캐런       | 피터 모건                  | 59분 |
| 5    | "쿠데타" "Coup"                       | 크리스티안 슈보호 | 피터 모건                  | 57분 |
| 6    | "웨일스 공" "Tywysog Cymru"           | 크리스티안 슈보호 | 제임스 그레이엄, 피터 모건 | 55분 |
| 7    | "달" "Moondust"                       | 제시카 홉스       | 피터 모건                  | 56분 |
| 8    | "허공에 매달린 사나이" "Dangling Man" | 샘 도너번         | 데이비드 행콕, 피터 모건   | 47분 |
| 9    | "투쟁" "Imbroglio"                    | 샘 도너번         | 피터 모건                  | 47분 |
| 10   | "마음의 외침" "Cri de Coeur"          | 제시카 홉스       | 피터 모건                  | 58분 |

### 시즌 4
시즌 4의 모든 에피소드는 2020년 11월 15일에 공개되었다.
| 회차 | 제목                                   | 감독          | 각본                      | 분량 |
| ---- | -------------------------------------- | ------------- | ------------------------- | ---- |
| 1    | "그를 보내며" "Gold Stick"             | 벤저민 캐런   | 피터 모건                 | 54분 |
| 2    | "시험에 들다" "The Balmoral Test"      | 폴 휘팅턴     | 피터 모건                 | 57분 |
| 3    | "동화" "Fairytale"                     | 벤저민 캐런   | 피터 모건                 | 56분 |
| 4    | "가장 사랑하는 것은" "Favourites"      | 폴 휘팅턴     | 피터 모건                 | 60분 |
| 5    | "실직자" "Fagan"                       | 폴 휘팅턴     | 조너선 D. 윌슨, 피터 모건 | 52분 |
| 6    | "주인 없는 땅" "Terra Nullius"         | 줄리언 재럴드 | 피터 모건                 | 54분 |
| 7    | "세습 원칙" "The Hereditary Principle" | 제시카 홉스   | 피터 모건                 | 50분 |
| 8    | "48 대 1" "48:1"                       | 줄리언 재럴드 | 피터 모건                 | 53분 |
| 9    | "눈사태" "Avalanche"                   | 제시카 홉스   | 피터 모건                 | 49분 |
| 10   | "전쟁" "War"                           | 제시카 홉스   | 피터 모건                 | 54분 |

## 같이 보기
- 영국의 왕가
- 국왕 (영국 연방 왕국)